# Crni Vrh (Medveđa)
Crni Vrh (Medveđa) (em cirílico: Црни Врх) é uma vila da Sérvia localizada no município de Medveđa, pertencente ao distrito de Jablanica, na região de Goljak. A sua população era de 86 habitantes segundo o censo de 2011.

## Demografia
| 1948 | 1953 | 1961 | 1971 | 1981 | 1991 | 2002 | 2011 |
| ---- | ---- | ---- | ---- | ---- | ---- | ---- | ---- |
| 426  | 455  | 423  | 328  | 312  | 167  | 141  | 86   |